# 西内文夫
西内 文夫（にしうち ふみお、旧姓・平井、1922年3月2日 - 2001年8月23日）は、日本の陸上競技選手。
香川県丸亀市広島町出身。丸亀商業学校（現：丸亀城西高校）、中央大学卒。
1951年、インドのニューデリーで開催された第1回アジア競技大会十種競技で金メダルを獲得（記録：6324点）。1954年、フィリピンのマニラで開催された第2回アジア競技大会では銀メダルを獲得した（記録：5429点）。
日本陸上競技選手権大会では1950年から1953年まで四連覇を達成。
その後、母校の中央大学陸上競技部監督に就任し、東京箱根間往復大学駅伝競走で8回優勝した。
2001年8月23日、急性心不全のため死去。79歳没。